# Birżebbuġa
Birżebbuġa es un consejo local y puerto en la Bahía de San Jorge, en el sur de Malta. Posee más de 9000 habitantes. El nombre de la ciudad significa "tierra de olivos" en idioma maltés. 
La ciudad es muy conocida por lo restos fósiles de la glaciación, que fueron encontrados en una cueva cercana llamada Ghar Dalam.
La iglesia parroquial de Birżebbuġa está dedicada a San Pedro.
La Filarmónica y Banda de Marchas de Birżebbuġa (Socjetà Filarmonika San Pietru Banda Birżebbuġa) fue fundada en 1990 y participa activamente en las actividades culturales y religiosas de la isla.

## Escudo heráldico
El escudo de Birżebbuġa muestra un galón azul en forma de V y una rama de olivo sobre el fondo superior blanco. El azul representa el agua cercana del mar Mediterráneo y la rama de olivo indica la importancia de esta planta en la economía local. 
- Datos: Q258028
- Multimedia: Birżebbuġa / Q258028